# Standleyanthus
Standleyanthus là một chi thực vật có hoa trong họ Cúc (Asteraceae).

## Loài
Chi Standleyanthus gồm các loài: